# Пасо дела Фоголана (Падова)
Пасо дела Фоголана је насеље у Италији у округу Падова, региону Венето.
Према процени из 2011. у насељу је живело 171 становника. Насеље се налази на надморској висини од -3 м.